# 397
397 (CCCXCVII) je bilo navadno leto, ki se je po julijanskem koledarju začelo na četrtek.

## Dogodki
- 1. januar

## Smrti
- Martin iz Toursa (znan po prazniku Martinovo) - 8. november